# شورولدام
شورولدام (به هلندی: Schoorldam) یک روستا در هلند است که در برخن، هلند شمالی واقع شده‌است. شورولدام ۰٫۲۴ کیلومتر مربع مساحت و ۱۲۰ نفر جمعیت دارد.